# Багана (вулкан)
Бага́на (англ. Bagana) — активний вулкан в регіоні Бугенвіль в Папуа Новій Гвінеї, на острові Бугенвіль, який належить до групи Соломонових островів, в складі Тихоокеанського вогняного кола на межі Тихоокеанської та Індо-Австралійської літосферних плит.
Вулкан розташований на сході острова в центрі гірського хребта Імператорських гір. Висота вулкана 1855 м над рівнем моря.

## Виверження
Вулкан дуже активний, останнє виверження почалось в з 3 березня 2016 року і продовжується до сьогодні. Інші зареєстровані виверження:
- 15 березня 1842 року;
- січень 1865 року;
- грудень 1883 року;
- на межі 1894 та 1895 років;
- 1897 року;
- 1899 року;
- 15 липня 1908 року;
- 7 вересня 1937 року;
- 15 травня 1938 року;
- січень 1939 року;
- квітень 1943 року;
- з 1945 по 1947 роки;
- з грудня 1948 по грудень 1951 року;
- з 29 лютого по жовтень 1952 року;
- з червня по вересень 1953 року;
- 1956 року;
- 1960 року;
- 26 липня 1961 року;
- з 15 лютого 1962 по 1963 роки;
- з 24 квітня 1964 по 1965 роки;
- з 20 травня 1966 по 30 листопада 1967 роки;
- серпень 1968 року;
- з травня 1970 по серпень 1971 років;
- з 1972 по 1995 роки — за цей найдовший період активності було викинуто понад 1 млн м³ лави;
- з 28 лютого 2000 по 3 жовтня 2020 роки — виверження продовжується.